# ولاية ميلكيوك
في السابع من أكتوبر عام 2006 انتقلت عاصمة بالاو من كورور أكبر مدن البلاد إلى المدينة الجديدة وتسمى العاصمة بميلكيوك، حيث تتمركز في منطقة نجرولمند الواقعة على بعد 2 كم شمال غرب مركز ميلكيوك. وتبعد عن جزيرة بابلداوب ب12 كم.
ميلكيوك هي واحدة من 16 ولاية في بالاو.